# Toyota
La Toyota Motor Corporation (トヨタ自動車株式会社?, Toyota Jidōsha Kabushikigaisha, TMC) è una multinazionale giapponese che produce autoveicoli. La sede si trova nell'omonima città di Toyota. È la maggiore società automobilistica del Giappone e del mondo, con una produzione stimata in circa nove milioni di veicoli l'anno. 
La società domina il mercato giapponese con circa il 40% delle nuove auto registrate nel 2004, e gode di una consistente fetta di mercato sia in Europa sia negli Stati Uniti. Ha quote di mercato significative anche in diversi paesi del sud-est asiatico.
L'azienda produce una grande varietà di veicoli generalmente stimati per qualità dei materiali e buona progettazione.
Nel corso del 2008 la Toyota superò la General Motors, diventando la prima azienda automobilistica al mondo per numero di veicoli e per fatturato.
Ai primi del 2011 Toyota è tornata leader mondiale nelle vendite, con quasi 8 milioni e mezzo di veicoli venduti nel 2010, con un aumento di circa l'8% rispetto al 2009 (a ruota seguono il gruppo GM e il gruppo VW). Il colosso automobilistico giapponese nel 2012 ha venduto 9,75 milioni di auto, livello record che ha permesso il sorpasso sull'americana General Motors e sulla tedesca Volkswagen. Si tratta di un incremento delle immatricolazioni del 22,6% rispetto all'esercizio precedente: in Giappone le vendite sono aumentate del 35,2% a 2,41 milioni, mentre sui mercati esteri la crescita si è attestata al 19% a 7,34 milioni di unità. Toyota torna quindi sul gradino più alto del podio, dove aveva già soggiornato dal 2008 al 2010, mentre nel 2011 era scivolata al terzo posto in scia all'impatto devastante del disastro di Fukushima.
Inoltre, nonostante i richiami del 2009, Toyota è tornata nel 2011 il marchio con il più alto valore aggiunto come percezione da parte del pubblico.
Nel 2016, Toyota lancia un'iniziativa di car sharing ibrido, chiamata Yukõ: la prima città scelta per tale iniziativa è Dublino, in Irlanda; la seconda è Forlì, in Italia. Nel 2018 il servizio è stato esteso anche a Venezia.
Nell'anno fiscale 2019 fattura 29.500 miliardi di yen (circa 220 miliardi di USD).
Sempre nel 2019 Toyota fa un accordo di scambio azionario del 5% con Suzuki con cui ha una collaborazione industriale e commerciale su piattaforme ibride ed elettrificate.
Nel giugno 2020 Tesla ha superato Toyota in termini di capitalizzazione di mercato (sul mercato azionario), spodestando l'azienda che rimaneva imbattuta dal 2011, ma non la supera per fatturato.
Dopo diversi anni in cui si è contesa con il Gruppo Volkswagen lo status di prima casa automobilistica al mondo per vendite, dal 2020 ad oggi Toyota resta saldamente il primo costruttore automobilistico del mondo.
Nell'ottobre 2023 ha annunciato la realizzazione di una batteria elettrica allo stato solido capace di percorrere 1.200 km e di effettuare una ricarica in 10 minuti.

## Origini

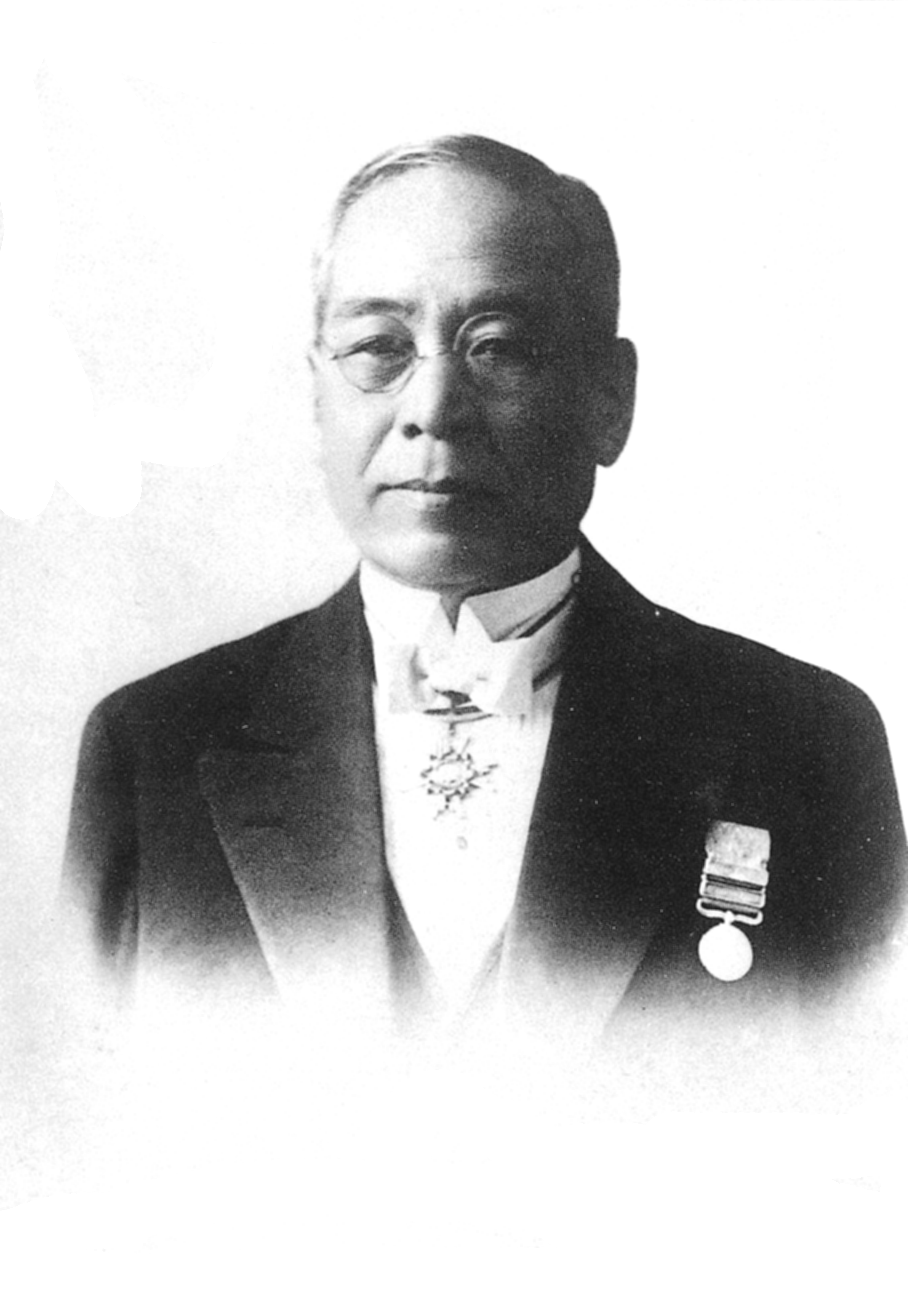
Toyoda Sakichi

La storia della Toyota Motor Corporation ebbe inizio nel settembre del 1933, quando la Toyoda Automatic Loom (nata nel 1890 come produttore di telai tessili, che ebbe un grande successo grazie all'invenzione del suo creatore: il telaio tessile in legno) aprì una nuova divisione destinata alla produzione di automobili, sotto la direzione di Kiichirō Toyoda, figlio del proprietario Toyoda Sakichi.
Nel 1934 vennero prodotti i primi motori Type A Engine, usati l'anno seguente sull'automobile Model A1 e sull'autocarro G1. Nel 1936 ebbe inizio la produzione in serie dell'automobile Model AA.

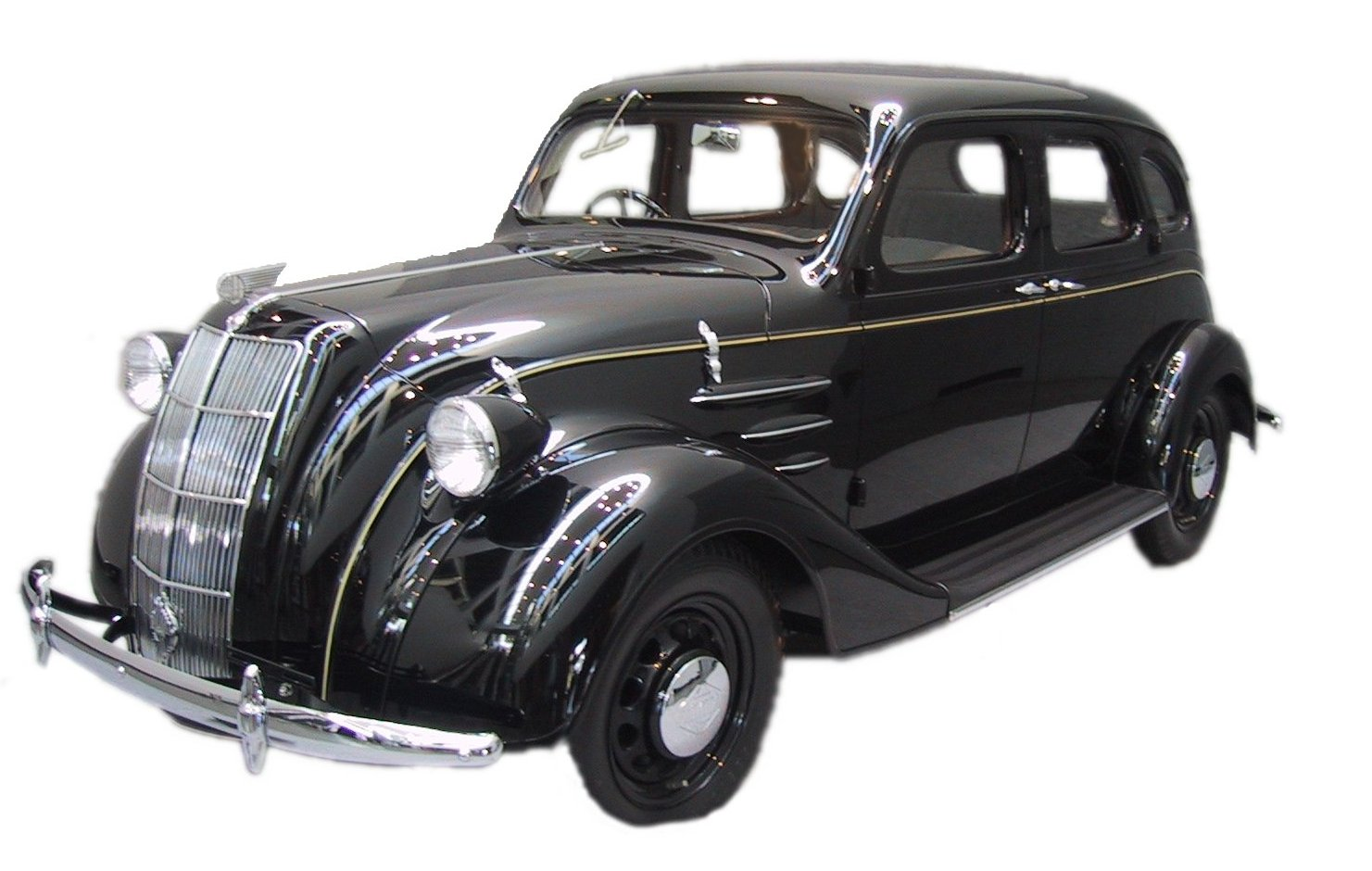
Replica della Toyota Model AA, il primo modello Toyota entrato in produzione (1936)

Benché il gruppo Toyota sia oggi conosciuto soprattutto per le automobili, esso è ancora attivo nel settore tessile e continua a produrre telai automatizzati e macchine per cucire, venduti in tutto il mondo. La Toyota Motor Company fu istituita come società indipendente nel 1937.
Il nome della ditta era stato trasformato dal cognome del fondatore Toyoda Sakichi (豊田 tradotto significa "fertile campo di riso") in Toyota per motivi scaramantici, in modo da poterlo scrivere in giapponese con otto tratti, di pennello poiché il numero 8 è considerato un numero fortunato in Giappone (mentre con il nome originale sarebbero serviti dieci tratti). Inoltre il nome fu cambiato per distinguere vita privata e carriera dei fondatori e per semplificarne la pronuncia.
Durante la guerra del Pacifico, l'azienda fu impiegata nella produzione di autocarri per l'Esercito imperiale giapponese, impiegando i processi più economici possibile: ad esempio erano dotati di un solo proiettore, al centro del tetto.
Fortunatamente per Toyota, la guerra finì poco prima che un bombardamento pianificato dagli alleati ne colpisse le fabbriche nella prefettura di Aichi.
La produzione commerciale di automobili ebbe inizio nel 1947 con il modello SA. Nel 1950 nacque una società distinta per la vendita, la Toyota Motor Sales Company (che durò fino al luglio del 1982). Nell'aprile del 1950 venne costituita la catena di vendita Toyopet.

## Presenza nel mondo
Toyota possiede stabilimenti in tutto il mondo per produrre o assemblare i veicoli destinati ai mercati locali. Essi sono presenti in Stati Uniti, Giappone, Thailandia, Australia, Canada, Indonesia, Polonia, Sudafrica, Turchia, Gran Bretagna, Francia, Portogallo, Brasile, e, più recentemente, anche in Pakistan, India, Argentina, Repubblica Ceca, Messico e Venezuela.
In Europa è attiva una joint venture con il gruppo PSA Peugeot Citroën, che in un impianto situato a Kolín, nella Repubblica Ceca produce, nelle sue varie versioni, un modello di city car progettato in comune e commercializzato con i marchi Toyota Aygo, Peugeot 108 e Citroën C1
Sono attive le partnership di produzione dopo scambio azionario con Mazda e Suzuki.

## Produzione
Toyota investe molto della sua ricerca in veicoli ibridi come la Toyota Prius, basata sulla tecnologia Hybrid Synergy Drive. Nel corso del 2013 è stato raggiunto l'incredibile numero di 3.000.000 di Toyota Prius nel Mondo, che porta la cifra, inclusa Lexus, a oltre 5.000.000 di ibride nel Mondo, solo nel corso del 2012 Toyota ne ha vendute 1,22 milioni e con l'arrivo delle nuove Prius Wagon, Yaris HSD, Auris HSD e Auris Wagon HSD, il numero aumenterà considerevolmente. Nel 2002, Toyota testò con successo una nuova versione della RAV4 a celle a combustibile. Scientific American dichiarò l'azienda Business Leader of the Year nel 2003 per commercializzare automobili ibride a un prezzo abbordabile.

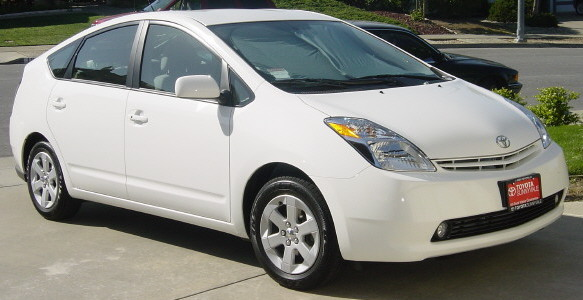
La Toyota Prius, il primo veicolo ibrido prodotto in massa dalla Toyota

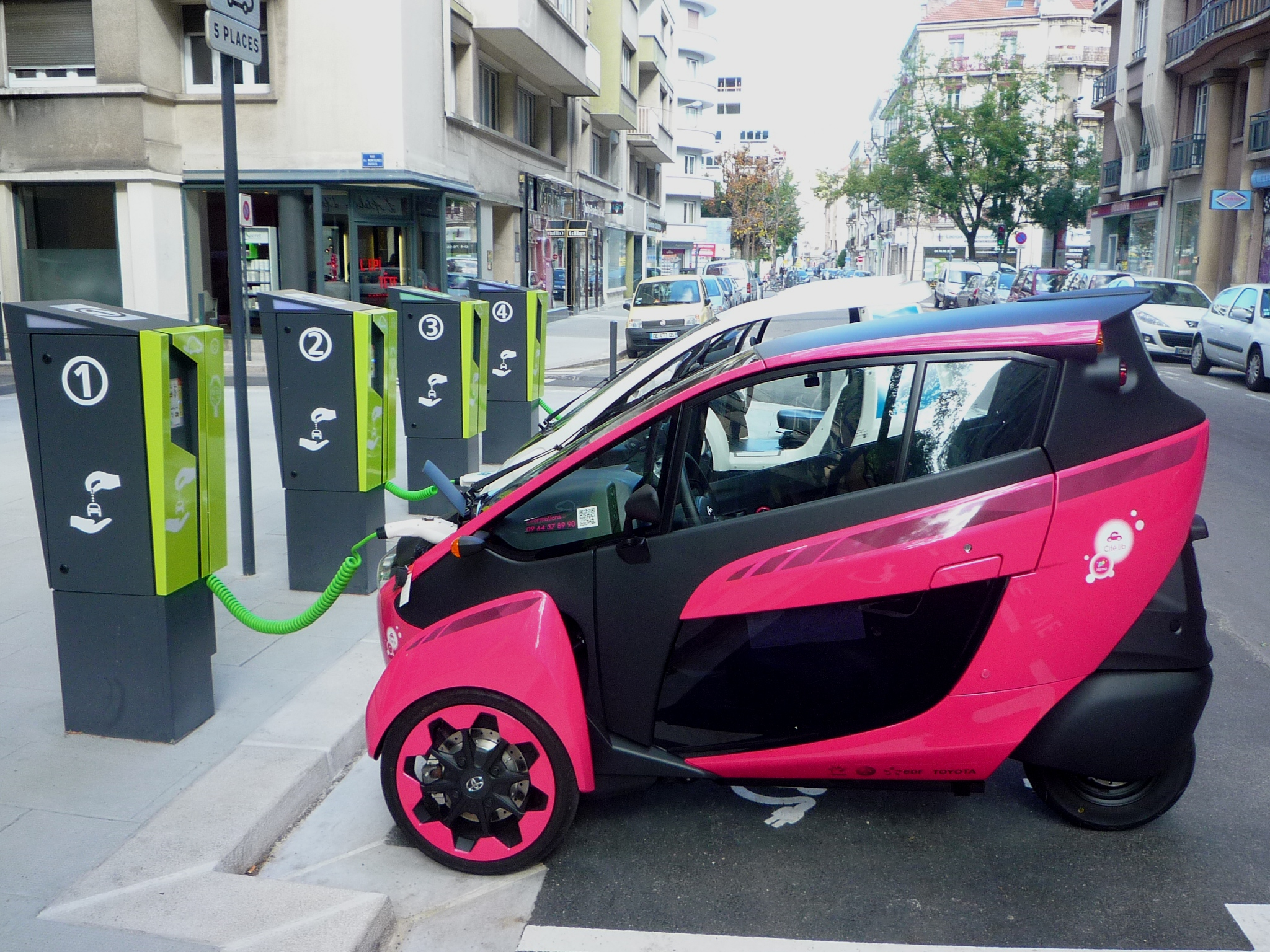
Toyota I-Road testato a Grenoble

Toyota è famosa anche per la sua filosofia di produzione, chiamata Sistema di produzione Toyota, in particolare per il metodo Just in time che viene adottato in tutto il mondo da molte aziende manifatturiere.

## Azionisti
La Toyota è una società per azioni quotata alla borsa di Tokyo con il numero 7203 (prima sezione), a quella di New York con la sigla TM e alla borsa di Londra come TYT.

## Marchi e holding
La Toyota commercializza i suoi prodotti con i marchi Toyota, Scion e Lexus. Lexus viene utilizzato per il settore delle automobili di lusso mentre il marchio Scion viene utilizzato solo negli Stati Uniti per commercializzare modelli destinati a un pubblico giovane. La Toyota conta 529 sussidiarie e 226 affiliate.
Le società controllate dalla Toyota sono:
- Daihatsu, produttore di automobili[14].
- Hino Motors, produttore di autocarri e autobus

Le partecipazioni sono:
- Aisin Seiki Co., Ltd. (23,0% a marzo 2005), produttore di componenti automobilistici
- DENSO Corporation (22,98% a marzo 2005), produttore di componenti automobilistici
- Subaru Corporation (8,7% a ottobre 2005), gruppo industriale produttore dei veicoli Subaru
- Mazda Motor Co. (5% ad agosto 2017)
- Suzuki Motor Co. (5% ad agosto 2019)

## Idrogeno
Il 3rd Gen FC System, sistema di celle a combustibile (idrogeno) di terza generazione, viene mostrato per la prima volta al pubblico il 19 febbraio presso l'H2 & FC EXPO (International Hydrogen & Fuel Cell Expo) di Tokyo. 
Il sistema raddoppia la durata delle celle combustibili e riduce del 20% le emissioni, non necessitano di alcuna manutenzione.

## Attività non automobilistiche

### Finanza
- Toyota Financial Services, società che fornisce finanziamenti ai clienti Toyota.

### Movimentazione Merci
- TMHG - Toyota Material Handling Group società che si contende il primato europeo di primo costruttore di macchine per la movimentazione di magazzino, transpallets e carrelli elevatori. Possiede il gruppo BT Industries AB in Svezia di cui fa parte Cesab Carrelli Elevatori SpA in Italia e Lte (Lift Truck Equipment).
- Cascade Corporation: nel corso del 2013, il Gruppo Toyota ha acquisito il controllo della società Cascade Corporation e, di conseguenza, dell'intero Gruppo Cascade (di cui fa parte l'italiana Cascade Italia S.r.l., società con sede a Lavagno).

### Biotecnologie agricole
Toyota investe in molte piccole aziende e partnership nel settore delle biotecnologie, fra le quali:
- P.T. Toyota Bio Indonesia a Lampung, Indonesia
- Australian Afforestation Pty. Ltd. in Australia Occidentale e Australia Meridionale
- Toyota Floritech Co. Ltd. a Rokkashomura, nel distretto di Kamikita, nella prefettura di Aomori
- Toyota flower
- Sichuan Toyota Nitan Development Co. Ltd. a Sichuan, Cina
- Toyota Roof Garden Corporation a Miyoshi-Cho, prefettura di Aichi
- Toyotomi, climatizzatori residenziali e commerciali.

## Corse automobilistiche

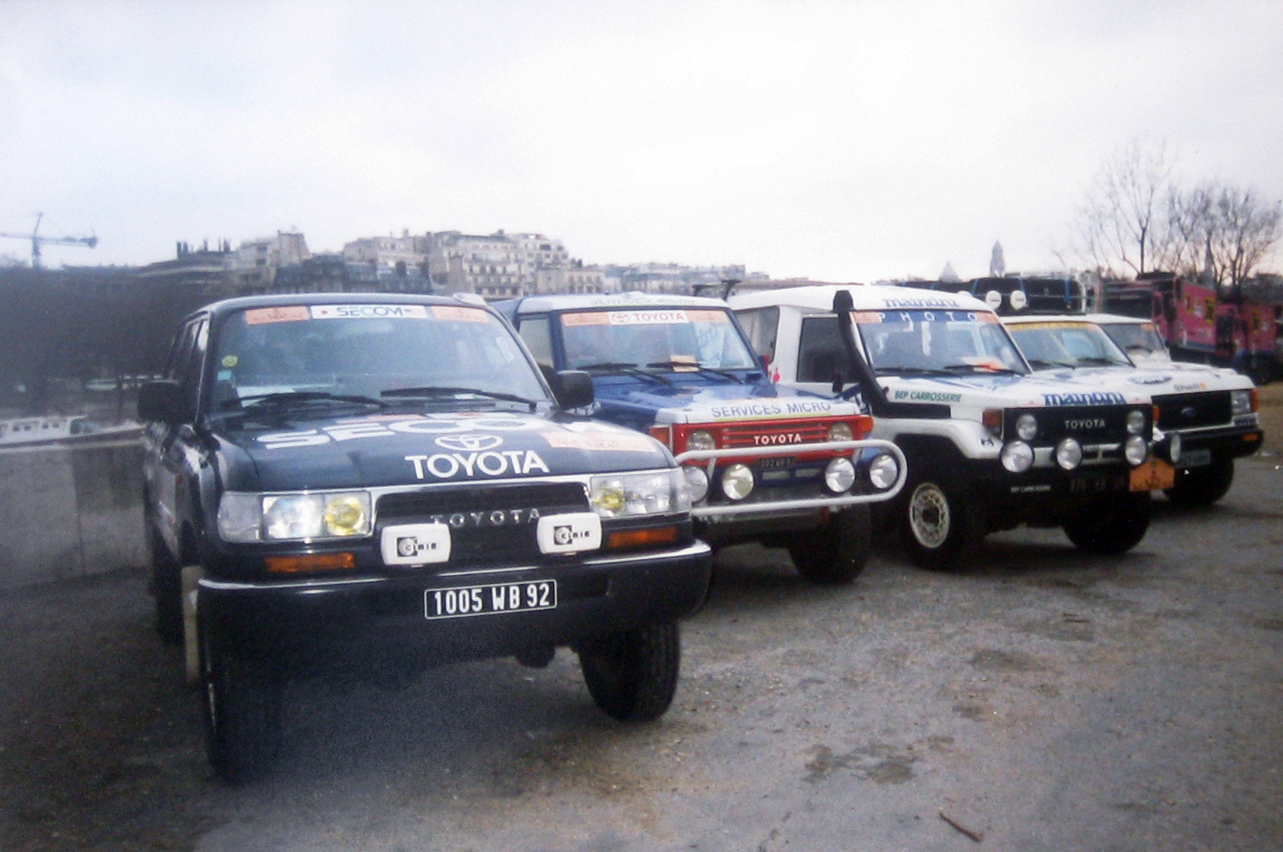
Rally Dakar, 1992

### Rally
Toyota ha partecipato a gare di rally con la Toyota Celica e la Toyota Corolla ed è stata campione del mondo 9 volte: 5 tra i piloti (1990 e 1992 con Carlos Sainz, 1993 con Juha Kankkunen, 1994 con Didier Auriol, 2019 con Ott Tanak) e 4 come costruttore (1993, 1994, 1998, 2018). Ha fatto il suo ritorno nel Campionato del mondo rally 2017 con la Yaris WRC, vincendo il titolo la stagione successiva. Nel 2019 da segnalare la prima vittoria alla Dakar.

### Prototipi sportivi, Le Mans 24 Ore
Dopo vari tentativi nel Gruppo C nel 1998 la Toyota fece esordire alla 24 ore di Le Mans il nuovo prototipo Gt-One nella classe GT1. Le tre Toyota GT-One (nome in codice TS020) furono tra le auto più veloci della competizione ma mancarono la vittoria a causa di vari problemi meccanici ed elettronici. Toyota partecipò nuovamente alla competizione l'anno successivo con una versione riveduta del prototipo GT-One (iscritto quest'anno nella classe LMGTP). Le auto furono ancora più veloci della volta precedente ma anche questa volta due di esse furono costrette al ritiro a causa di problemi di affidabilità, mentre la superstite conquistò il secondo posto. Dopo questa partecipazione l'azienda fermò lo sviluppo della GT-One per concentrarsi sulla prossima entrata in campo nella Formula Uno.

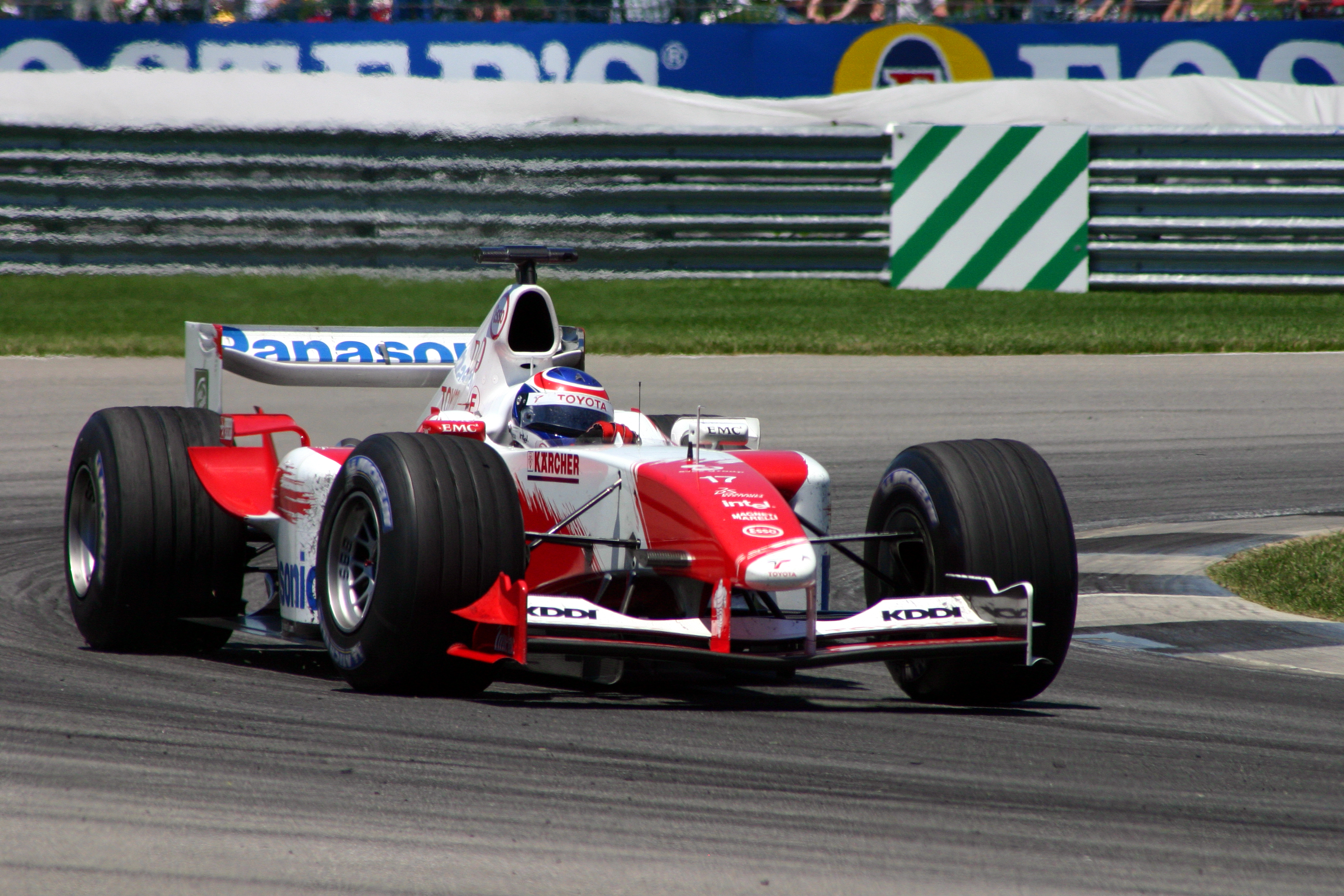
Olivier Panis alla guida della Toyota F1 durante il Gran Premio degli Stati Uniti del 2004

È tornata a gareggiare nella categoria nel 2012 con una vettura ibrida vincendo il mondiale nel 2014, ma senza ottenere il successo alla 24 Ore di Le Mans dove una TS040 si è fermata per un principio d'incendio alle 5 di mattina e la vettura gemella è finita terza.
Nell'edizione 2015 della 24 Ore la vettura non è all'altezza delle rivali Porsche e Audi, finendo in sesta e ottava posizione.
Nell'edizione 2016 con la nuova TS050 sfiora la vittoria, restando in testa alla gara sino al penultimo giro, quando, fermata da un problema meccanico viene superata dalla Porsche.
Solo nel 2018 arriva per le tre ellissi la vittoria, con il trio Buemi-Nakajima-Alonso primo sulla Sarthe, replicando poi la vittoria l'anno successivo.

### Formula 1
Dal 2002 Toyota ha partecipato al campionato di Formula Uno con il Toyota Team Europe, con sede a Colonia. Nonostante il grande investimento le prestazioni della scuderia sono state per 3 stagioni mediocri. Nel 2004 fu ingaggiato il noto designer Mike Gascoyne; solo nel 2005, con Jarno Trulli e Ralf Schumacher, la scuderia avanzò dalle posizioni di metà classifica entrando in competizione per le posizioni di testa. Trulli arrivò due volte secondo e una volta terzo (con una pole-position a Indianapolis) nelle prime cinque gare della stagione, aiutando la squadra a mantenere la seconda posizione nella Classifica Costruttori per diverse gare. A fine stagione chiuderà al quarto posto. La coppia di piloti è confermata per altre due stagioni, ma con risultati inferiori.
Nel 2008 e nel 2009 ad affiancare Trulli è stato chiamato un altro tedesco, Timo Glock.
A seguito della crisi economica e degli scarsi risultati il 4 novembre 2009 la Toyota, che stava preparando la vettura per il 2010, annuncia, tra le lacrime di un dirigente, l'intenzione di abbandonare la Formula 1.

### NASCAR
Toyota partecipa con la Camry alla Sprint Cup Series e alla Xfinity Series e con la Tundra alla Camping World Truck Series.

### JGTC
Nel JGTC/SuperGT GT300, la Reckless's MR-S guidata da Kota Sasaki & Tetsuya Yamano ha vinto il campionato del 2005, precedentemente, nel 2002 Morio Nitta & Shinichi Takagis' con una ARTA Toyota MR-S hanno conseguito lo stesso titolo.
Toyota è stata presente per anni nel campionato delle super gran turismo giapponesi con Supra, Celica, MR2, MR-S e Trueno, vincendo svariate edizioni.
Il marchio Toyota è stato presente nelle versioni televisive di "best motoring" con auto test come Corolla Trueno AE86, e Techno Pro Spirit MR-S, il tutto testato dal pilota pluripremiato Keiichi Tsuchiya.

### Formula Atlantic
Tra il 1989 e il 2006 la casa nipponica si impegnò nella fornitura dei propulsori per la Formula Atlantic.

## Sport
Toyota è lo sponsor principale e il fondatore di tre squadre sportive giapponesi, e main global partner della squadra italiana della Roma:
- Toyota Verblitz, squadra di rugby della Top League giapponese.
- Toyota Jido Shokki, squadra di rugby giapponese.
- Nagoya Grampus Eight, squadra di calcio di Nagoya che milita nella prima divisione della J. League.
- As Roma, squadra di calcio.

L'azienda inoltre sponsorizza e dà il proprio nome a varie strutture sportive in tutto il mondo come:
- Toyota Center, palazzetto dello sport di Houston, nel Texas, sede della squadra di basket degli Houston Rockets.
- Toyota Arena, stadio di Praga, Repubblica Ceca, sede della squadra di calcio Sparta Praga.
- Toyota Stadium, stadio di Nagoya, sede del Nagoya Grampus Eight.